# Jodie Copelan
Jodie Copelan, nato Joseph Caplan e talvolta accreditato come Jodie Caplan (California, 6 gennaio 1914 – Beverly Hills, 10 novembre 1977) è stato un montatore statunitense.
Ha lavorato su film e serie televisive dalla fine degli anni '40 agli anni '70.

## Filmografia

### Montatore

#### Cinema
- The Guilty, regia di John Reinhardt (1947)
- Kilroy Was Here, regia di Phil Karlson (1947)
- Murder Without Tears, regia di William Beaudine (1953)
- The Snow Creature, regia di W. Lee Wilder (1954)
- Taxi da battaglia (Battle Taxi), regia di Herbert L. Strock (1955)
- Kronos, il conquistatore dell'universo (Kronos), regia di Kurt Neumann (1957)
- Il guerriero apache (Apache Warrior), regia di Elmo Williams (1957)
- Il riscatto degli indiani (The Deerslayer), regia di Kurt Neumann (1957)
- Under Fire, regia di James B. Clark (1957)
- Night of the Blood Beast, regia di Bernard L. Kowalski (1958)
- Machete, regia di Kurt Neumann (1958)
- Counterplot, regia di Kurt Neumann (1959)
- Ring of Terror, regia di Clark L. Paylow (1961)
- Night Tide, regia di Curtis Harrington (1961)
- The Purple Hills, regia di Maury Dexter (1961)
- Womanhunt, regia di Maury Dexter (1962)
- Accadde in Atene (It Happened in Athens), regia di Andrew Marton (1962)
- The Firebrand, regia di Maury Dexter (1962)
- L'assassino viene ridendo (The Yellow Canary), regia di Buzz Kulik (1963)
- Harbor Lights, regia di Maury Dexter (1963)
- The Young Swingers, regia di Maury Dexter (1963)
- Duello a Thunder Rock (Stage to Thunder Rock), regia di William F. Claxton (1964)
- Wild on the Beach, regia di Maury Dexter (1965)
- 1000 aquile su Kreistag (The Thousand Plane Raid), regia di Boris Sagal (1969)
- L'uomo laser (Laserblast), regia di Michael Rae (1978)

#### Televisione
- Le avventure di Gene Autry (The Gene Autry Show) – serie TV, 28 episodi (1950-1952)
- Hopalong Cassidy – serie TV, episodi 1x21-1x24 (1952)
- Le avventure di Rex Rider (The Range Rider) – serie TV, 5 episodi (1951-1952)
- My Hero – serie TV, episodi 1x9 (1953)
- Medic – serie TV, episodi 1x1 (1954)
- The Lone Wolf – serie TV, episodi 1x2-1x5-1x20 (1954)
- Death Valley Days – serie TV, 4 episodi (1955)
- The Betty Hutton Show – serie TV, episodi 1x1-1x5 (1959)
- My Living Doll – serie TV, episodi 1x1-1x3-1x21 (1964-1965)
- Twelve O'Clock High – serie TV, 15 episodi (1965-1967)
- Il fuggiasco (The Fugitive) – serie TV, 7 episodi (1967)
- Gli invasori (The Invaders) – serie TV, 10 episodi (1967-1968)
- Missione impossibile (Mission: Impossible) – serie TV, 4 episodi (1969)
- F.B.I. (The F.B.I.) – serie TV, 39 episodi (1970-1973)
- Le sorelle Snoop (The Snoop Sisters) – serie TV, episodi 1x2 (1974)
- Starsky & Hutch (Starsky and Hutch) – serie TV, 4 episodi (1975)

### Regista

#### Cinema
- L'urlo di guerra degli apaches (Ambush at Cimarron Pass) (1958)

#### Televisione
- Sky King – serie TV, 12 episodi (1956-1958)
- Colt .45 – serie TV, episodi 2x6 (1959)
- The Betty Hutton Show – serie TV, episodi 1x26 (1960)